# Händl (Adelsgeschlecht)

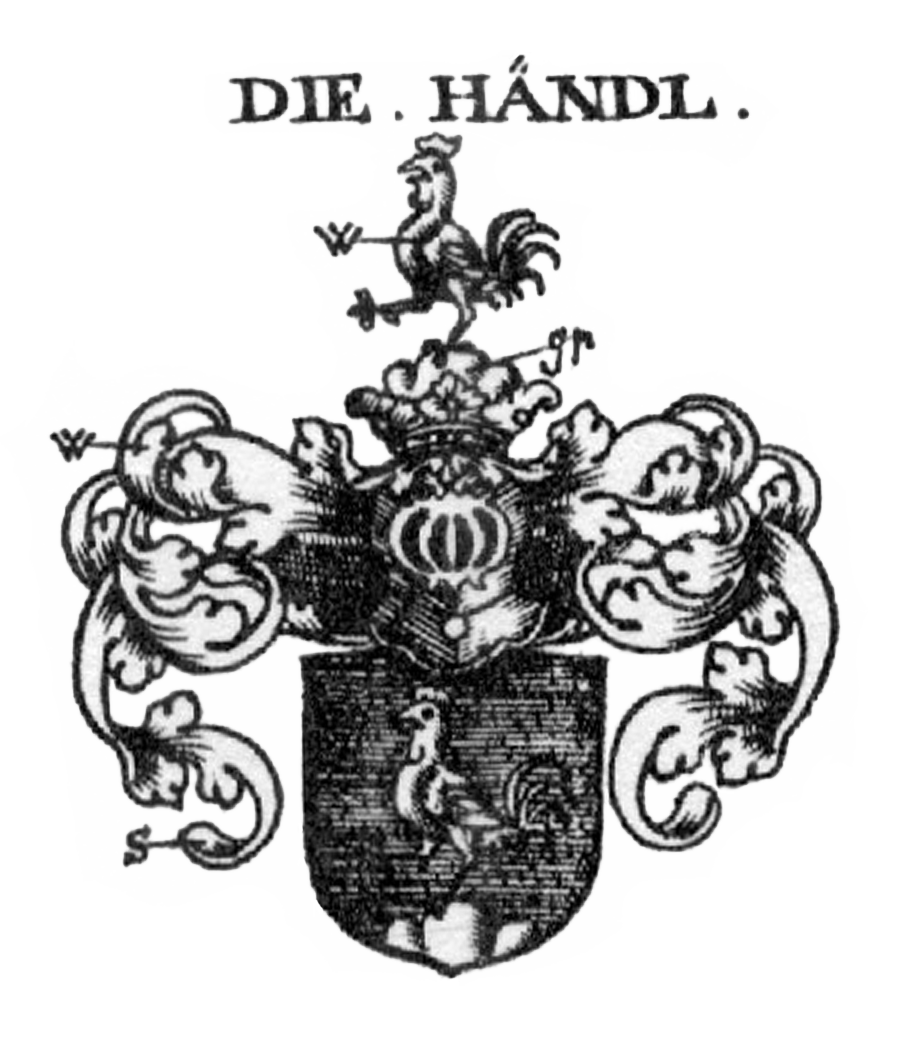
Wappen der Händl im Siebmacher

Die Familie Händl war eine Familie, die im Eisenhandel und Gewerke tätig war. Sie war in Oberösterreich und den angrenzenden Gebieten des Enns- und Ybbstals ansässig und tätig. Die Schreibweise der Familie Händl wird alternativ Händel, Hendl, Heindl und Hahndl geschrieben.

## Geschichte der Familie

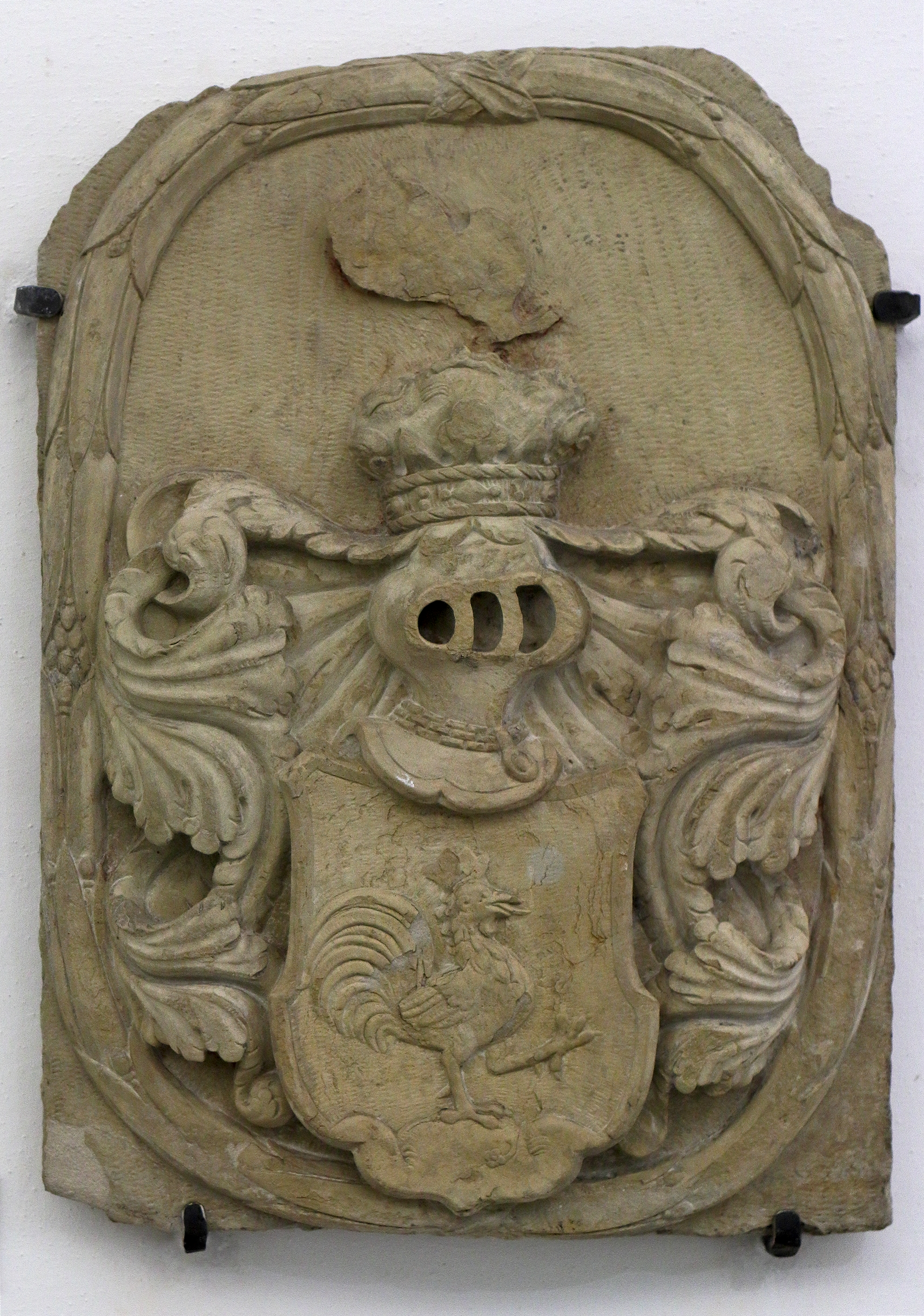
Wappenstein im Stadtmuseum Steyr

Die Familie ist ab dem 15. Jahrhundert in Weyer nachgewiesen. Die Familie ist entlang der Eisenstraße, sprich zwischen Erzberg (Innerberg) und der Verarbeitung dazwischen mit den Handelsstädten Steyr und Waidhofen an der Ybbs ansässig, wobei Weyer und Steyr eine hohe Kontinuität aufweisen.
Sebastian Händl war 1530 Siechmeister des Bürgerspitals in Weyer. 1554 war sein Nachfolger sein Bruder Sebald, der dem Bürgerspital Grund einer ehemaligen Schrottschiede gab.
Wolf Händl war Ratsbürger in der Stadt Steyr, wo er von 1571 beginnend zwölf Jahre Bürgermeister war. Er erwarb von Hans Förster (Ebenfalls Hammerherrngeschlecht mit Ursprüngen in Weyer) den Edelsitz Ramingdorf in der Nähe von Steyr.
Joachim Händl bekleidete ebenfalls das Amt des Bürgermeisters von Steyr 1624. 1625 begann die Gegenreformation, wo alle Stadtämter nur mehr mit Katholiken besetzt wurden und die evangelische Familie somit ausgeschlossen war. Gleichzeitig kam es zur Gründung der Innerberger Hauptgesellschaft, die die Hammerwerke in eine Kooperation zusammenführen sollte.
Die Familie war zum Teil evangelischen Glaubens und Teile der Familie verließen zwischen 1625 und 1628 die Heimat. Zu diesem Zeitpunkt waren zwei Drittel der Häuser Weyers verlassen.
Beim Edelsitz Ramingdorf hielt sich die Familie Händl mit einer Unterbrechung bis zu ihrem Aussterben mit Leopold Händl von und zu Ramingdorf bis zum 25. Mai 1766.
Fassbar ist Sebald Händl, Hammermeister zu Weyer der 1506 verstarb. Die Hausmarke stimmt mit dem Hammerzeichen der händlischen Hämmern zusammen.

### Vorname Sebald
Die Händl tragen in ihren Linien den Namen Sebald bzw. Sebold. Dies ist ein sehr seltener Name in Österreich. Zwischen Weyer und Gaflenz steht am Heiligenstein die einzige Sebaldus Kirche Österreichs. Der Name dürfte über den Eisenhandel von Nürnberg (Stadtheiliger) in die Region Weyer gekommen sein.

## Urbaramtverwalter Gaflenz Weyer
Die Familie Händl war auch als Urbaramtverwalter der Güter des Stiftes Garsten im Urbaramt Gaflenz-Weyer tätig. Der Urbarverwalter war gleichzeitig auch Marktrichter vom Markt Weyer. Hans Händl war 1541–1546 Urbaramtsverwalter sowie auch 1563. Von 1564 bis 1568 war Sebastian Händl in die Funktion. Von 1569 bis 1572 sowie 1580–82 war Oswald Händl.

## Besitzungen
Neben den Besitzungen der Eisenbewirtschaftung wurden auch andere Zukäufe getätigt.
1567 kam der Edelsitz Ramingdorf an durch Kauf an Wolfgang Händl. Dieser Besitz blieb bis mindestens 1656 in der Familie, wurde danach verkauft aufgrund von Schulden. Der Sohn des Verkäufers, Wolf Ferdinand Händl kaufte nach 1672 den Sitz wieder zurück und blieb bis zum Aussterben der Linie Händl von und zu Ramingdorf bis 1762 im Besitz.
1592 kaufte Wolfgang Händel das Gut Lanzersdorf in Niederösterreich Seiner Linie endete nach Aufnahme in den Niederösterreichischen Ritterstandsgeschlechter mit seinem Tod am 17. Januar 1617.
1602 wurde die Herrschaft Gobelsburg und die Herrschaft Krummnussbaum in Niederösterreich erworben von Sebald Händl. 1607 wurde die Herrschaft an die Pollheiner weiterverkauft. Dem verwandten Johann Mathias von Händl wurde am 3. März 1630 in die Ritterstandsgeschlechter aufgenommen. Nach dem Kauf von freien Rittergut Blauenfeld, Nieder-Reichbach und Steinhart wir er in den Reichsfreiherrenstand erhoben.

## Hammerwerke
Die Familie Händl hielt Hammerwerke im Umkreis von Weyer und Gaflenz bis zur steirischen Grenze.
1570 ist ein Mert Händl im Besitz eines Hammerwerks zu Grossreifling. Oswald Händl war zur selben Zeit im Besitz eines welschen Hammers zu Kleinreifling (Ortsteil Weyers heute).
1625, bei Beginn der Innerberger Hauptgesellschaft ist Hans Händl im Besitz der Hämmer in der Laussa „am Kessel“. Die Laussa ist heute ein Ortsteil von Weyer und der „Kessel“ liegt gegenüber von Altenmarkt bei Sankt Gallen (Steiermark).
Valentin Händl ist in Vordernberg in Besitz von zwei Radwerken.

## Wappen

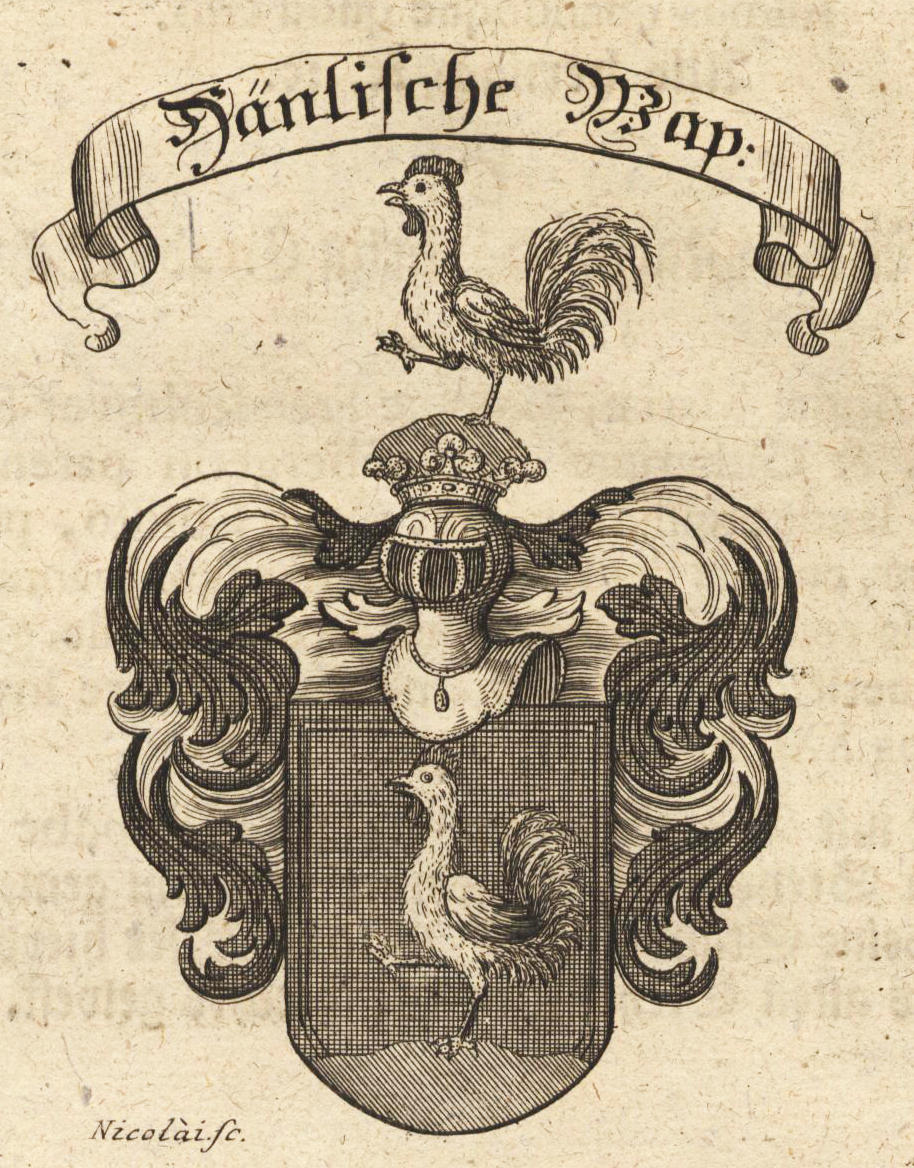
Wappen aus Preuenhuebers Annales Styrenses von um 1630, gedruckt 1740

Am Montag vor St. Veit 1513/18 erhielten die Gebrüder Händl einen Wappenbrief von Kaiser Maximilian. 1541 wurden die Gebrüder Sebastian, Sebald und Gotthard Händl zur Weyer in den rittermäßigen Reichs und erbländischen Adelstand erhoben. Diese wurde am 14. Juli 1541 in Augsburg ausgestellt. Das bisherige Wappen wurde statt des Stechhelmes mit Wulst auf einen offenen Helm mit Krone verbessert.
Stammwappen: Im schwarzen Feld auf grünem Dreiberg ein weißer Hahn. Stechhelm mit schwarz-weißem Wulst, darüber auf grünem Dreiberg der Hahn des Schildes. Decken: schwarz-weiß.

### Wappenlinie Händl zu Ramingdorf

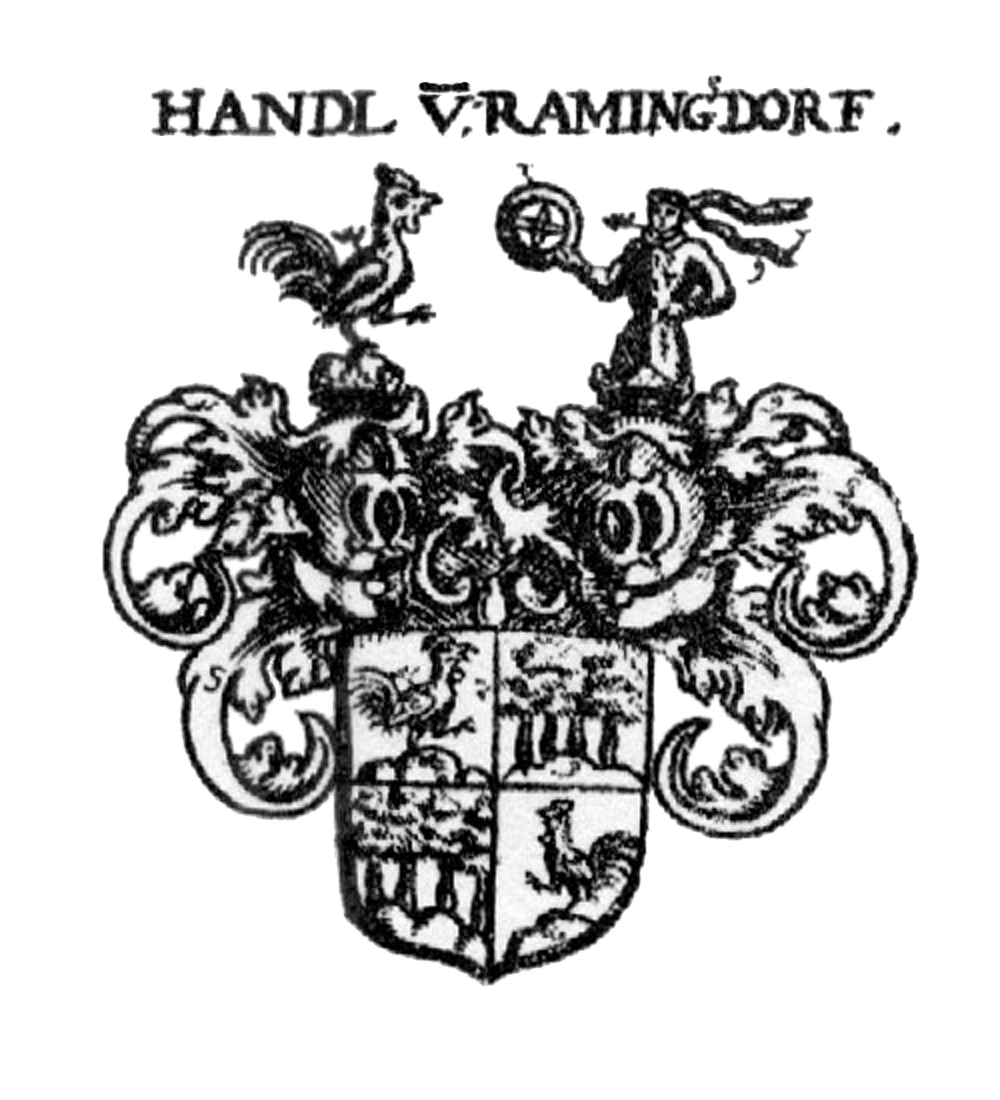
Wappen der Händl v. Ramingsdorf

Wappenveränderung vom 12. Juli 1609 für Händl von Ramingsdorff an Berthold, Michael, Wolfgang, Brüder, Bestätigung ihres adeligen Wappens und Besserung durch Vereinigung mit jenen der verstorbenen Geschlechter Sighard zu Leobenpach und Achleiten (Achleithen, Achleuthen) und Pfefferl zu Piberpach, Rotwachsfreiheit, exemptio ab oneribus, Schutz und Schirm, Salva Guardia.
Wappen v. J. 1609: Schild geviert, 1 und 4 auf grünem Dreiberg in Schwarz der weiße Hahn (Händel), 2 und 3 auf goldenem Dreiberg vier braune Pfefferbäume in Silber (Pfefferl). Zwei offene Helme; Kleinod: 1. der Hahn auf grünem Dreiberg, 2. ein halber Mann mit gestutztem Bart, rotem Rock mit weißem Umschlag beim Hals, die linke Hand in der Hüfte, mit der rechten ein rotes Rad haltend, auf dem Kopf einen rot- und goldgewundenen Wulst mit abfliegenden Enden.

### Wappenlinie Händl Freiherrn von Gobelsburg
1653: Geviert mit dem Stammwappen als Mittelschild1/4 in Gold eine einwärts fliegende natürliche schwalbe, 2/3 in Silber ein Eber. 3 gekrönte Helme: 1) ein Greis wachsend, in rotem Rock mit einem hohen goldenen gotgestulpten Hut mit abfliegender silbernen Binde. 2) Stammkleinod, 3) Der Eber wachsend. Helmkleinod Rot Silber.

### Wappenlinie Händl (Vordernberg)
Valentin Händl ist Radwerksbesitzer und Marktrichter in Vordernberg. Das Wappen ist unter Hahndl unter den Steirischen Geschlechtern im Siebmacher geführt und zeigt einen Schwarzen Hahn auf silbernen Grund. Die räumliche Nähe und das ähnliche Wappen lassen eine Zusammengehörigkeit vermuten.